# Camaragibe
Camaragibe es un municipio del estado de Pernambuco, Brasil. Tiene una población estimada al 2020 de 158.899 habitantes, según el IBGE.
Fue habitada por nativos hasta el arribo del conquistador portugués Duarte Coelho Pereira por los años 1500. Sin embargo, los nativos convivieron pacíficamente con los conquistadores.
En el siglo XVI la ciudad (que era un Ingenio azucarero) era considerada una de las regiones más ricas hasta la invasión Neerlandesa de 1645. 
El 13 de mayo de 1982, cuando la ciudad aun era parte de São Lourenço da Mata, obtuvo su estatus de municipio.

## Topónimo
Camaragibe significa "Río de camarás". Camarás es el nombre de un arbusto presente en la región.